# 金井茉利絵
金井 茉利絵（かない まりえ、1985年6月9日 - ）は、日本のウェブ編集者。恋愛情報サイト「AM」 編集長。東京都大田区出身。

## 略歴
東京都大田区出身。青山学院高等部を経て青山学院大学文学部日本文学科卒業後、農林中央金庫に就職。その後編集プロダクションを経て、2011年にライブドアに入社。AMの立ち上げから関わり、現在編集長。AMを運営していた事業部がLINEからミクシィへ売却されたため、現在はミクシィグループ傘下のDiverseに勤務。

## 出演
- おしゃべりオジサンと怒れる女（テレビ東京、2017年4月22日放送分）
- AVALON (J-WAVE 、2017年6月28日放送)
- おしゃべりオジサンと怒れる女（テレビ東京、2017年9月9日放送分）